# Nikken II
Nikken (日顕), també conegut com a Nikken Abe (阿部日顕, Abe Nikken) o Nikken Shōnin (日顕聖人) fou un sacerdot budista japonès i 67è summe sacerdot de Nichiren Shōshū, i també, paral·lelament, prior del Taiseki-ji, el temple més important d'aquesta religió, localitzat a Fujinomiya, als peus del mont Fuji.
Abans d'esdevindre summe sacerdot, va ser cap del departament doctrinal de Nichiren Shōshū, i va intervenir en moltes de les compilacions i publicacions doctrinals de l'entitat. Com a summe sacerdot, Nikken va excomunicar a tots els membres de Sōka Gakkai el 28 de novembre de 1991 i va restaurar coherentment amb l'arquitectura original el temple màxim, Taiseki-ji; en línia amb el seu caràcter ortodox.
La direcció de Nikken com a summe sacerdot fou fonamental en la creació de nous temples i en el propagament del budisme Nichiren ortodox per tot el món fins als seus últims anys al càrrec. El 15 de desembre de 2005 va ser substituït com a summe sacerdot per Nichinyo I, prior fins aleshores del Hōdō-in, a Tòquio. Nikken va morir el 20 de setembre de 2019, amb 96 anys, al seu domicili particular al barri de Nakamachi, a Setagaya, Tòquio.

## Primers anys

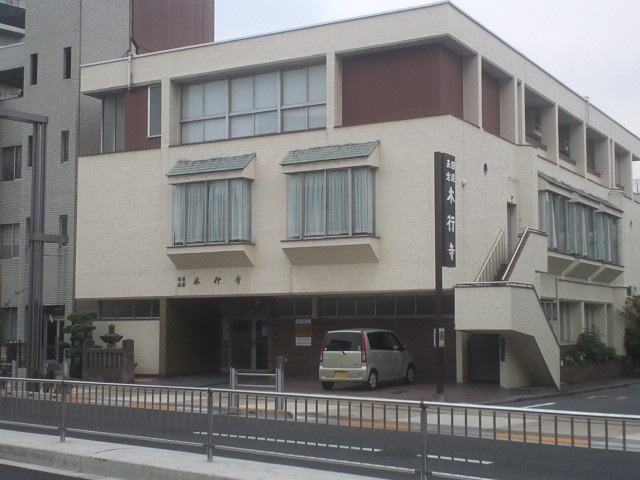
Hongyō-ji, on Niken fou prior entre 1947 i 1963

Nikken va nàixer amb el nom de Shinobu Abe (阿部信夫, Abe Shinobu) com a fill de l'aleshores prior del Jōsen-ji, a l'actual Sumida, Tòquio, i posterior 60è summe sacerdot Nichikai I. Sa mare, Myōshuni, fou sacerdotessa. L'any 1928, va rebre la seua primera tonsura i va entrar al sacerdoci amb el nom budista de Shinno (信雄).
Després de graduar-se a la Universitat Risshō l'any 1943, va continuar la seua formació com a sacerdot. Durant la Segona Guerra Mundial va formar part de la Marina Imperial Japonesa per la seua edat i per ser mascle; després entre els anys 1947 i 1963 fou prior del Hongyō-ji a Sumida, Tòquio; des de 1963 va ser prior del Heian-ji, a Kyoto, on sa mare era sacerdotessa resident i finalment fou prior del temple on havia treballat son pare, el Jōsen-ji.
L'any 1961, Nikken fou nomenat cap del departament d'ortodòxia doctrinal. En aquest càrrec, fou un dels dos sacerdots de Nichiren Shōshū que van viatjar a l'estranger per tal de dirigir els primers ritus d'iniciació o Gojukai per als nous creients fora del Japó. Per aquesta raó, l'aleshores summe sacerdot, Nittatsu I, li posà el nom d'Etsuyō (越洋), que vol dir "aquell que travessa les mars". Nikken fou nomenat Sōkkan o sacerdot de segona classe a principis de l'any 1979.

## Summe sacerdoci

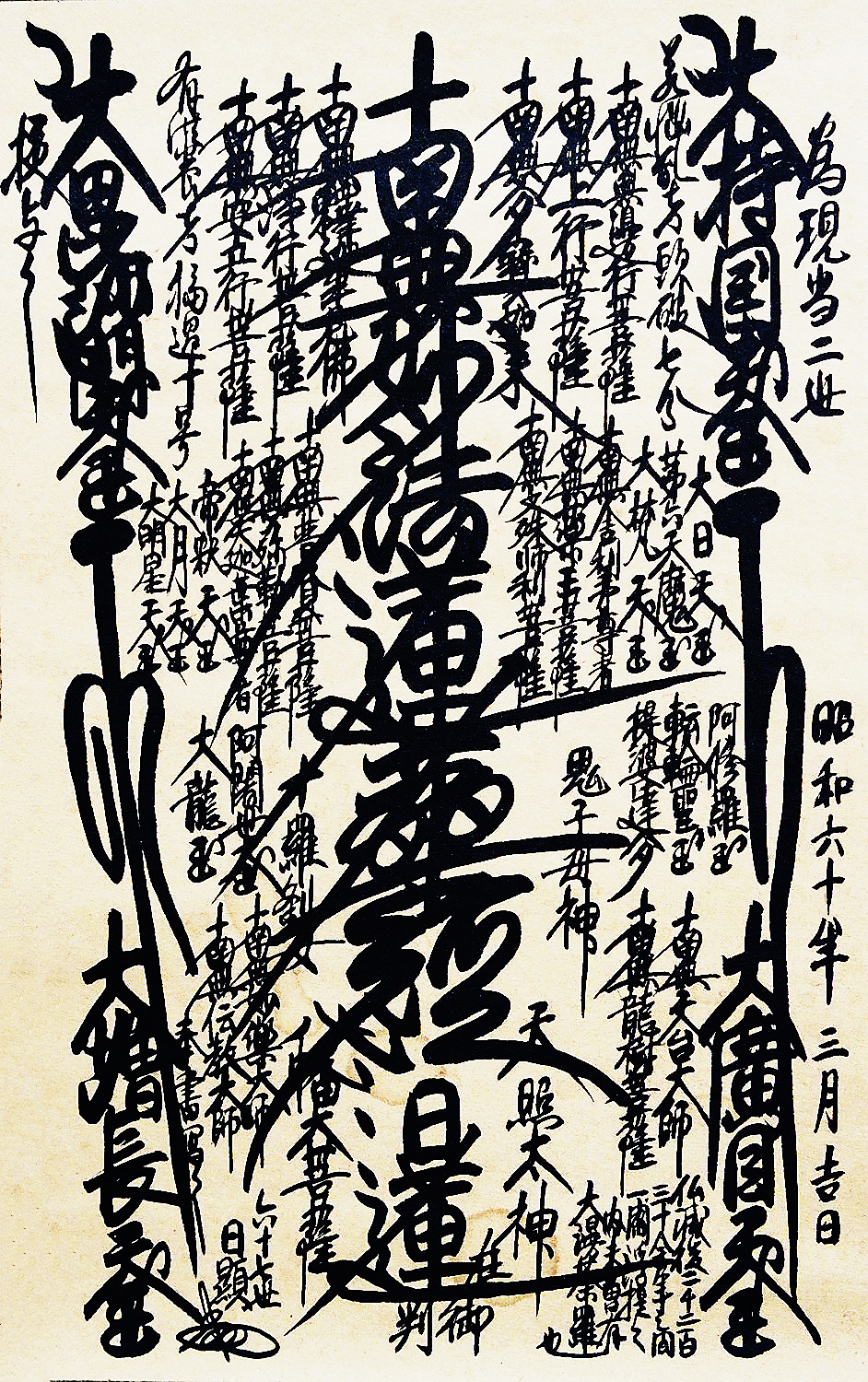
Dai Gohonzon transcrit per Nikken

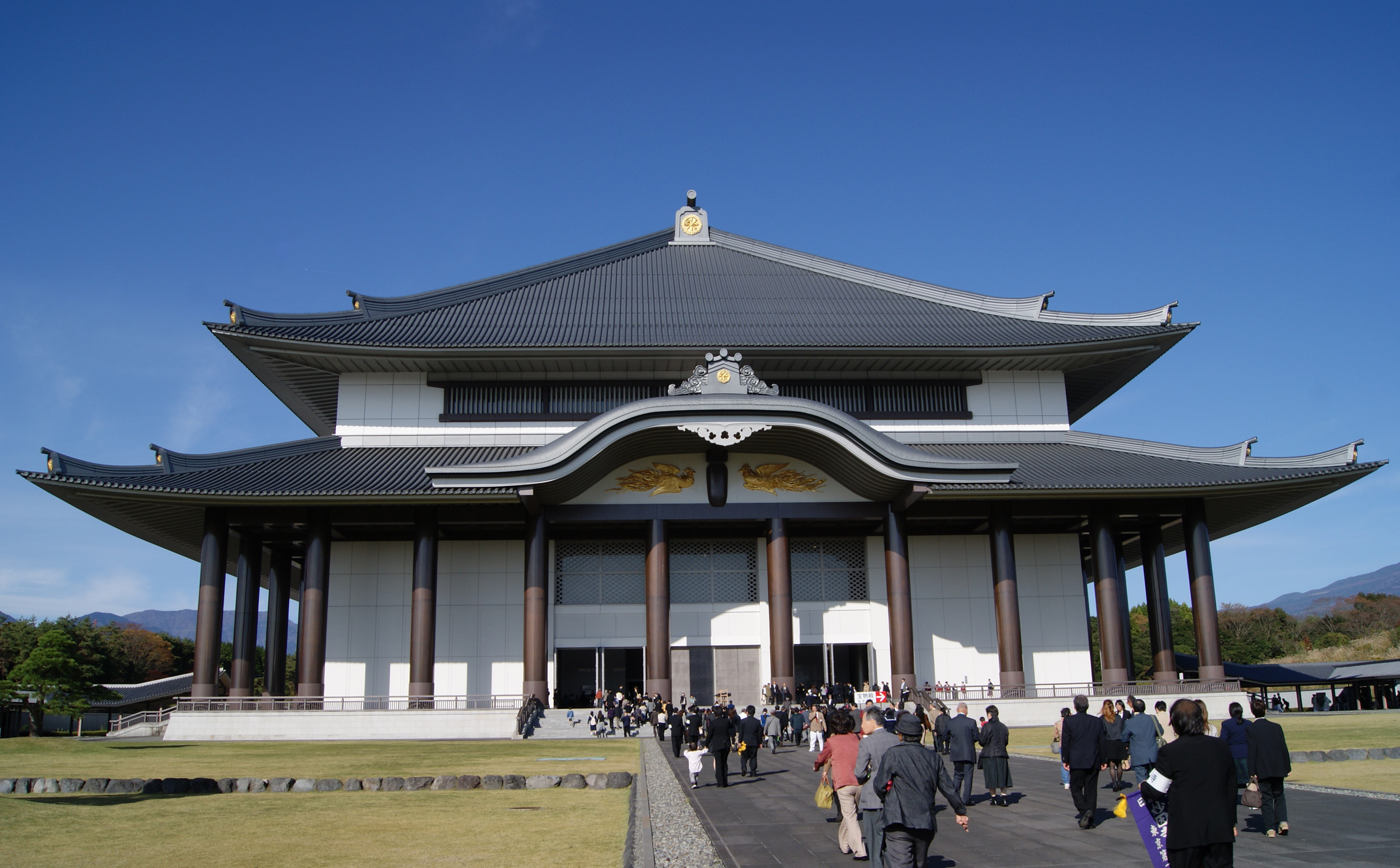
El Hōandō, edifici recipient del Dai Gohonzon edificat el 2002

El 29 de juliol de 1979, Nikken va esdevindre summe sacerdot de Nichiren Shōshū poc després de la mort de Nittatsu I. En el moment del seu nomenament, va triar el nom Nichigō (el prefix Nichi és utilitzat per tots els summes sacerdots en referència a Nichiren), després Nichiji (日慈) i, finalment, Nikken en deferència a un sacerdot més gran, pare de l'actual summe sacerdot Nichinyo I.
El summe sacerdoci de Nikken va estar marcat per una barreja entre ortodòxia i progrés. Durant el seu summe sacerdoci es van commemorar el 700 aniversari de la mort de Nichiren l'any 1891; a l'any següent la mort de Nikkō I i Nichimoku I, successors de Nichiren i fundadors del Taiseki-ji; el 700 aniversari de la fundació de Taiseki-ji el 1990 i el 750 aniversari de la proclamació de l'ensenyament de Nichiren l'any 2004. A més d'això, Abe va supervisar la compilació i publicació de diverses i importants obres com ara, cartes, sermons, tractats i biografies de Nichiren i els seus successors summes sacerdots.
El desembre de 1980, la successió al summe sacerdoci va ser combatuda per un grup de sacerdots pertanyents al Shōshinkai després de l'excomunió de cinc membres d'aquest grup que havien desobeït les repetides advertències perquè aturessin una campanya massiva d'atacs a l'agost del mateix any a la Sōka Gakkai, una associació de fidels laïcs dins de Nichiren Shōshū. Finalment, Nikken va excomunicar el voltant de 200 sacerdots afins a la Shōshinkai, els quals s'oposaven a la política de reconciliació entre el summe sacerdot i la Sōka Gakkai després d'un conflicte intern a principis de la dècada del 1970 i que durà fins a la fi de la mateixa dècada.
Nikken va treballar per la restauració a la fe Nichiren Shōshū de l'ortodòxia que s'havia perdut amb el creixement de la influència de la Sōka Gakkai. Aquesta sèrie de reformes començà amb el canvi d'hora de la cerimònia de l'Ushitora Gongyō, una litúrgia per pregar per la difusió del budisme de Nichiren Shōshū per tot el món. Es va canviar l'hora de començament de les 12:00 de la nit a les 2:30 de la nit, l'hora tradicional. El nom d' ushi (bou) i tora (tigre) prové de les branques terrestres xineses i descriu l'hora a la qual se celebra la litúrgia.
El novembre de 1991, Nikken va excomunicar tots els membres de la Sōka Gakkai, citant desviacions doctrinals, la usurpació de les cerimònies del Higan per a celebrar l'equinocci i els funerals sense sacerdots oficiants, la seua celebració desafiant dels concerts del cant de joia que, pels seus temes cristians, és del tot incoherent amb la doctrina de Nichiren Shōshū i un discurs (que es va filtrar per uns enregistraments) de l'aleshores líder de la Sōka Gakkai, Daisaku Ikeda. Les accions de la Sōka Gakkai van ser vistes pel clergat de Nichiren Shōshū com una intromissió per part dels laics en els afers litúrgics i doctrinals, i també un intent de deformar la tradició religiosa de Nichiren Shōshū que venia passant en la Sōka Gakkai des de la mort de l'anterior líder, Jōsei Toda. Des de l'excomunió de 1991, Soka Gakkai ha adoptat l'acusació, inicialment feta per la Shōshinkai, que Nikken és un fals aumme sacerdot, al·legant que no hi havia proves que l'anterior summe sacerdot, Nittatsu I, li haguera transferit el càrrec segons els mètodes establerts.
Nikken II també va deixar empremta al complex de temples de Taiseki-ji. Va reconstruir molts antics temples i va canviar el paisatge. Juntament amb algunes de les commemoracions abans esmentades, va ordenar destruir diversos edificis d'aspecte modern fets en formigó armat i en el seu lloc va manar fer edificis d'estil tradicional i jardins. Després de l'excomunió de la Sōka Gakkai, va destruir molts edificis construïts per aquests mitjançant les donacions dels seus membres.
Igualment, després de l'excomunió de la Sôka Gakkai, Nikken va fundar molts temples a l'estranger (l'últim, a Singapur l'any 2005) i altres centres de propagació per Àfrica, Àsia Sud-oriental i Sud-amèrica, i també a Europa i Amèrica del Nord. Malgrat la seua avançada edat, Nikken va visitar aquests nous temples i centres en diverses ocasions.
El 4 de desembre de 2005, Nikken va anunciar la seua intenció de renunciar com a summe sacerdot abans de la fi de l'any. El 12 de desembre del mateix any, Nikken presidí la cerimònia on va transferir el poder al seu successor, Nichinyo I. Quatre dies després del seu 83è aniversari i després de 26 anys com a summe sacerdot, el 15 de desembre de 2005 deixà oficialment el summe sacerdoci. Nichinyo va ascendir al càrrec en una cerimònia el dia següent.